# Stanisław Dekowski

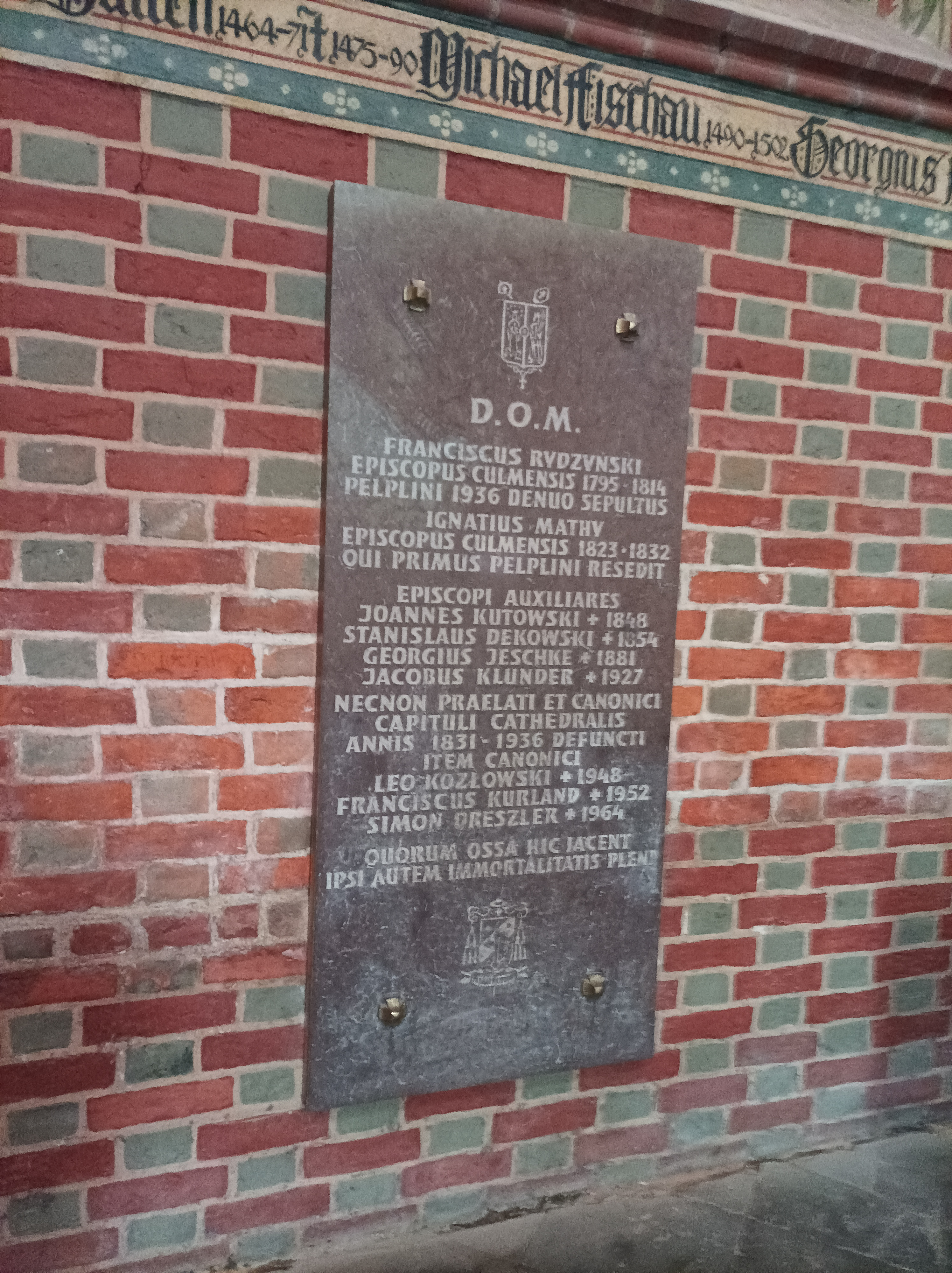
Płyta nagrobna w katedrze pelplińskiej

Stanisław Kostka Dekowski (ur. 15 listopada 1785 w Wętfiu, zm. 27 kwietnia 1854) – ksiądz, biskup sufragan chełmiński, tłumacz.

## Życiorys
Urodził się jako drugie dziecko Walentego Dekowskiego i Elżbiety z d. Kutowska, był siostrzeńcem kanonika chełmińskiego Mateusza Kutowskiego i kuzynem Jana Stanisława Kutowskiego. Po ukończeniu gimnazjum akademickiego i seminarium duchownego w Chełmnie został w 1809 r. wyświęcony na kapłana i zarządzał kolejno parafiami radowiską, popowską i chełmżyńską. Jako sekretarz kapituły katedralnej chełmżyńskiej brał udział w naradach dotyczących unormowania stosunków w diecezji chełmińskiej po zmianach zaprowadzonych bullą De salute animarum. Był kanonikiem honorowym podlaskim, a od r. 1835 rzeczywistym chełmińskim, oraz wikariuszem generalnym. Jako taki przewodniczył w roku 1849 na konferencji diecezjalnej w Pelplinie, mającej przygotować, niedoszły potem do skutku, synod diecezjalny. Pod wpływem Wiosny Ludów, której przejawem była m.in. Liga Narodowa Polska, zawiązana w Berlinie, domagano się na tej konferencji różnych reform, a zwłaszcza równouprawnienia języka polskiego w diecezji. W roku 1850 został prekonizowany na biskupa tytularnego sebaste’skiego i sufragana chełmińskiego; konsekracja odbyła się 8 grudnia 1850 r. w Pelplinie. Wizytacje, odprawione przez bp. Stanisława Dekowskiego, zwłaszcza w parafiach dekanatu brodnickiego, dzięki gorliwości nowego sufragana, umiejącego przemówić do ludu „istotnie jego językiem”, przyczyniły się m.in. do ożywienia ruchu trzeźwościowego.
Przetłumaczył na język polski niemiecki modlitewnik z dodatkiem pieśni kościelnych z nutami oraz francuskie Roczniki dzieła rozkrzewienia wiary. Ufundował m.in. bursę przy gimnazjum biskupim w Pelplinie (kosztem 1200 talarów). Pochowany w katedrze pelplińskiej.